# یارد (یکای اندازه‌گیری)
یارد ممکن است به یکی از موارد زیر اشاره داشته باشد:
- یارد
- یارد مربع
- یارد مکعب